# طليعة التحميل

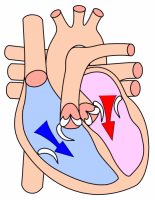
القلب أثناء انبساط البطين

في فيزيولوجية القلب، تعني طليعة التحميل (بالإنجليزية: Preload)‏ مقدار تمدد الساركومير (القسيم العضلي) الذي يُطبق على خلايا القلب، التي تسمى الخلايا العضلية القلبية، عند نهاية الامتلاء البطيني أثناء الانبساط. ترتبط طليعة التحميل مباشرة بالامتلاء البطيني. عندما يمتلئ البطين المُسترخي أثناء الانبساط، تتمدد الجدران ويزداد طول القسيم العضلي. يمكن حساب طول القسيم العضلي تقريبيًا عبر معرفة حجم البطين لأن كل شكل له نسبة مساحة سطح إلى الحجم. إن ذلك مفيد سريريًا لأن قياس طول القسيم العضلي عملية مخرّبة لأنسجة القلب. إذ يتطلب الاستغناء عن قطعة من عضلة القلب للنظر إلى القسيمات العضلية تحت المجهر. لا يمكن حاليًا قياس طليعة التحميل مباشرة في القلب النابض لحيوان حي. تُقدّر طليعة التحميل عبر الضغط البطيني الانبساطي ويقاس بالميليمتر الزئبقي (mmHg).

## تقدير التحميل المسبق
على الرغم من أنه لا يعادل بالضبط التعريف الدقيق لطليعة التحميل، لكن حجم نهاية الانبساط هو الأنسب سريريًا. من السهل نسبيًا تقدير حجم البطين الأيسر الصحي الممتلئ من خلال تصوير المقطع العرضي ثنائي الأبعاد باستخدام جهاز الموجات فوق الصوتية القلبي. هذه التقنية أقل فائدة لتقدير طليعة التحميل للبطين الأيمن لأنه من الصعب حساب الحجم في غرفة غير متناظرة. في حالات معدل ضربات القلب السريع، قد يكون من الصعب التقاط لحظة الامتلاء القصوى في نهاية الانبساط، مما يعني أنه قد يكون من الصعب قياس الحجم عند الأطفال أو أثناء عدم انتظام دقات القلب.
يمكن حساب الضغط الانبساطي كبديل لتقدير حجم نهاية الانبساط للقلب. وذلك ممكن لأن الضغط والحجم مرتبطان ببعضهما البعض وفقًا لقانون بويل، والذي يمكن تبسيطه إلى:
{\displaystyle P\propto {\frac {1}{V}}}
يمكن قياس الضغط الانبساطي النهائي للبطين الأيمن مباشرةً باستخدام قسطرة سوان-جانز (قسطرة الشريان الرئوي). بالنسبة للبطين الأيسر، يُقدّر الضغط في نهاية الانبساط بشكل شائع عن طريق أخذ الضغط الإسفيني الشعيري الرئوي، والذي يساوي تقريبًا الضغط في الأذين الأيسر عندما تكون الرئتان صحيتان. عندما يكون القلب بصحة جيدة يكون الضغط الانبساطي في الأذين الأيسر والبطين الأيسر متساويين. عندما يكون كل من القلب والرئتين بصحة جيدة، فإن الضغط الإسفيني الشعيري الرئوي يساوي الضغط الانبساطي للبطين الأيسر ويمكن استخدامه كبديل لحساب طليعة التحميل. سيعطي حساب الضغط الإسفيني الشعيري الرئوي قيمًا أكبر لضغط البطين الأيسر عند الأشخاص الذين يعانون من تضيق الصمام التاجي وارتفاع ضغط الدم الرئوي وأمراض القلب والرئة الأخرى.
قد يكون تقدير طليعة التحميل غير دقيق أيضًا في اعتلال عضلة القلب التوسعي لأن القسيمات العضلية الجديدة الإضافية تجعل البطين أكبر عند الانبساط.

## العوامل التي تؤثر على طليعة التحميل
تتأثر طليعة التحمل بضغط الدم الوريدي ومعدل العود الوريدي. ويتأثر ذلك بحالة الأوردة وحجم الدم في الدوران.
ترتبط طليعة التحميل بحجم نهاية الانبساط البطيني، فالحجم الأعلى يتطلب طليعة تحميل أعلى. ومع ذلك، فإن العلاقة ليست بسيطة بسبب تقييد مصطلح طليعة التحميل بخلايا عضلية مفردة. ما يزال من الممكن تقريب حساب طليعة التحميل بسعر غير مكلف عبر حساب حجم نهاية الانبساط أو EVD باستخدام تخطيط صدى القلب.
تزداد طليعة التحميل عند ممارسة الرياضة (قليلًا)، وزيادة حجم الدم (فرط نقل الدم، كثرة الحمر) وفرط إثارة جهاز الغدد الصم العصبي (تأثير ودي).
قد يزيد الناسور الشرياني الوريدي من طليعة التحميل. 
تتأثر طليعة التحميل أيضًا بمضختين أساسيتين:
- المضخة التنفسية: ينخفض الضغط داخل الفم أثناء الشهيق، ويزداد ضغط البطن، مما يضغط على الأوردة البطنية المجاورة، مما يسمح بتوسع الأوردة الصدرية وزيادة تدفق الدم نحو الأذين الأيمن.
- مضخة العضلات الهيكلية: في الأوردة العميقة في الساقين، تضغط العضلات المحيطة بالأوردة وتضخ الدم باتجاه القلب. أكثر ما يحدث هذا بشكل ملحوظ في الساقين. بمجرد أن يتدفق الدم عبر الصمامات لن يتدفق للخلف وبالتالي «يُحتلَب» الدم باتجاه القلب.

## حساب طليعة التحميل
يمكن حساب طليعة التحميل بالمعادلة التالية:
{\displaystyle {\frac {LVEDP\cdot LVEDR}{2h}}}
حيث أن:
- LVEDP = نهاية ضغط البطين الأيسر الانبساطي
- LVEDR = نصف قطر البطين الأيسر عند نهاية الانبساطة (يقاس في وسط البطين)
- h = سماكة البطين.

أصل هذه المعادلة من قانون لابلاس التي تقول:
اجهاد جدار البطين( wall stress) = {\displaystyle {\frac {(pressure)\times (radius)}{2\times (wall\ thickness)}}}
حيث أن:
- pressure = الضغط
- radius = القطر
- wall thickness = سماكة البطين

إذن، طليعة التحميل هي اجهاد جدار. طليعة التحميل تقاس بوحدات (ملم زئبق (mm Hg)).